# Superhot
Superhot (stilizzato come SUPERHOT) è un videogioco indipendente del genere sparatutto in prima persona pubblicato nel 2016 per Microsoft Windows, macOS e Linux.
Originariamente sviluppato come prototipo nell'agosto 2013 in una settimana, nell'ambito di una game jam dedicata ai FPS, il videogioco ha ricevuto numerose attenzioni, venendo citato sulla stampa da Kotaku, The Verge, Rock, Paper, Shotgun e Wired. Il 14 maggio 2014 è stata avviata su Kickstarter una campagna di crowdfunding del gioco che ha raccolto oltre 250.000 dollari. Il 3 maggio 2016 è stata pubblicata la conversione per Xbox One. Il 5 dicembre 2016, invece è stata rilasciata una versione in realtà virtuale chiamata appunto Superhot VR, che è stata rilasciata per l'Oculus Rift e Windows Mixed Reality. Il gioco ha raccolto varie recensione positive, con commenti che lodavano le innovative meccaniche sparatutto del gioco.

## Trama
La narrazione di Superhot è una sorta di metanarrazione dei livelli: il giocatore gioca una versione romanzata di se stesso, seduto di fronte al prompt dei comandi che riceve un messaggio dei suoi amici, che offrono un nuovo gioco chiamato superhot.exe, sostenendo che l'unico modo per accedervi è solo con una crack. All'avvio, il gioco permette al giocatore di impegnarsi a sconfiggere i nemici nei diversi livelli e, alla fine di un livello, si ha un glitch comportando la disconnessione. Dopo il crash, l'amico informa il giocatore che lo sviluppatore ha aggiornato il software e invia un aggiornamento per il file .exe.
Giocando, diventa evidente che la presenza del giocatore nel gioco è conosciuta e monitorata da chi è responsabile per il codice: i messaggi del giocatore infatti saranno alterati una volta che saranno inviati agli amici del giocatore e il sistema non solo si rivolge direttamente al lettore, ma dimostra che il giocatore è in realtà un soggetto all'interno di Superhot. Il sistema avvisa inoltre che il giocatore non è a conoscenza delle conseguenze delle loro azioni e quindi di non riavviare mai il gioco. Nel fare ciò, il sistema rimprovera il giocatore e li porta da un'entità, tutto ciò possibile solo con il VR del giocatore e costringe il giocatore a colpire se stessi sulla testa. Facendo ciò, il "gioco" entra in crash e il giocatore insiste nella chat che gli fa male la testa. Il sistema avverte il giocatore ancora una volta di smettere di usare Superhot e costringe il giocatore ad uscire dal gioco. Quando si avvia di nuovo il gioco, il sistema concede al giocatore di continuare a giocare, anche se poco dopo si ha il sopravvento della situazione, quando la mente del giocatore sarà controllata dall'entità. Il compito da eseguire sarà allora di caricare la propria mente nella centrale del sistema. Una volta fatto, il giocatore entra a far parte del nucleo e spara all'entità, diventando infine uno di Superhot.

## Modalità di gioco

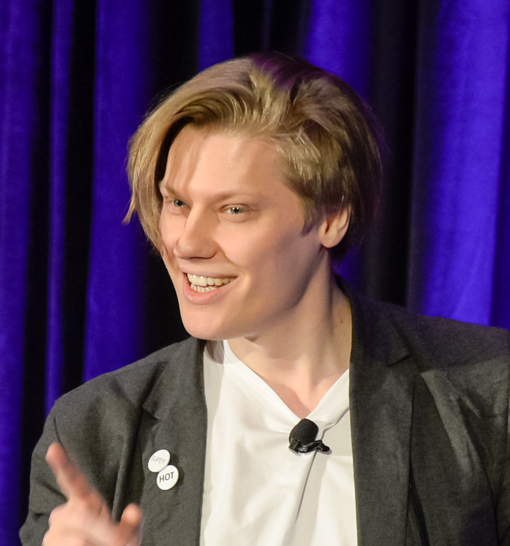
Piotr Iwanicki presenta Superhot alla Game Developers Conference

Superhot è uno sparatutto minimale interamente in bullet time, in cui il giocatore deve raccogliere armi ed eliminare i nemici di colore rosso che compaiono nel corso dei vari livelli di gioco. Dotato di un menu la cui interfaccia grafica ricorda i computer degli anni 1980, le modalità di gioco sono state paragonate a quelle di Hotline Miami e di Braid. Il giocatore muore per un singolo colpo di proiettile nemico, comportando il riavvio del livello. Anche se le meccaniche di gioco sono tipiche della maggior parte degli sparatutto, il tempo progredisce solo quando il giocatore si muove o quando si prende una pistola, altrimenti il tempo è rallentato. Questo dà al giocatore la possibilità di modificare le loro azioni al fine di evitare il percorso dei proiettili e di valutare meglio la situazione.
Il gioco in origine aveva tre livelli ed era il prototipo di un browser game. Nel gioco completo invece si può trovare la modalità campagna, che raccoglie un totale di circa trenta livelli. Il gioco si stima essere lungo quasi quanto Portal e include armi aggiuntive tra cui esplosivi, pistole, fucili e anche armi improvvisate come palle da biliardo che possono essere lanciate contro i nemici. Gli avversari sono controllati dal computer e hanno la consapevolezza simile a quella del giocatore e possono quindi schivare anche loro le pallottole. Un cambiamento significativo dal prototipo precedente è che il giocatore non prende più automaticamente un'arma quando passa su di essa, ma deve pianificare un controllo specifico per farlo, permettendo al giocatore di scegliere in modo selettivo le armi da afferrare mentre cadono dalle mani dell'avversario. Il gioco completo permette anche al giocatore di saltare e di rallentare il tempo per pianificare ed eseguire le azioni, consentendo di sparare in aria.
Nell'ultima parte della campagna, il giocatore diventa anche in grado di "hotswitchare" nel corpo di un nemico, ovvero di spostare la prospettiva del giocatore in modo permanente nel bersaglio, e uccidere il corpo precedente. Questa manovra permette al giocatore di sfuggire ai proiettili inevitabili, anche se ha un timer che impedisce l'uso ripetuto di essa.
In aggiunta alla modalità campagna, la versione completa di superhot include una modalità "senza fine" in cui il giocatore deve sopravvivere più a lungo possibile, contro un flusso infinito di nemici. Esiste anche la modalità "sfida", che permette ai giocatori di rigiocare i livelli in modalità campagna, ma sotto restrizioni o requisiti specifici, come ad esempio completare il livello entro un lasso di tempo limitato o solo con uno specifico tipo di arma. Il gioco finale include anche un editor di replay per consentire agli utenti di creare delle clip da condividere sui siti di social media.